# Pădurea Șilăuți
Pădurea Șilăuți (în ucraineană Шилівський ліс) este o rezervație forestieră de importanță locală din raionul Hotin, regiunea Cernăuți (Ucraina), situată la nord de satul Șilăuți pe Podișul Hotinului, în apropierea izvoarelor râului Rângaci (parcela 60/1 din silvicultura „Hotin”).
Suprafața ariei protejate constituie 63 de hectare, fiind creată în anul 1981 prin decizia comitetului executiv regional. Rezervația a fost creată pentru protejarea pădurilor de de fag, stejar și carpen. Prima este deosebit de valoroasă din punct de vedere biologic, având vârsta de aprox. 90 de ani. Tufișul este format din soc negru, alun, swida, etc.